# 教員養成課程
教員養成課程（きょういんようせいかてい）とは、教師を目指す学生のために大学に設置されている課程のことで、おもに教員養成が主目的とされている教育学部(教員養成系教育学部。国立大学が主)に設置されているが、高等学校の専門学科教員養成を目的に教育学部以外に教員養成課程を設置している大学もある。
教員養成系教育学部では従来教員養成課程しかなかったが、ゼロ免課程の登場以来、対比して使われるようになった。

## 概要
課程とは、カリキュラム面からみた履修形態のこと（課程制を参照）。教員養成系教育学部では、学問内容でなく課程で学生を分類したほうがカリキュラム上好都合なため、学科を置かず学生を課程に所属させていることも多い。ただしこれとは別に、高校まででいう教科単位での組織（「専攻」など）も存在しており、卒業研究などではこの単位で行うことも多い（とはいえ、講座制でなく学科目制が大半であり、常に教員や学生が教科単位でまとまっているわけではない）。
主なものに、小学校教員・中学校教員・障害児教育教員・幼稚園教員・養護教諭などの養成を専門とした大学の教育課程がある。専門性を持った教員を養成することを目的として、系・専攻・コースごとに分けて教育を行っている場合もある。
かつては、高等学校教員養成を主とした特別教員養成課程を設置した大学があり、金沢大学教育学部には高等学校教員養成課程（保健体育）、広島大学教育学部には高等学校教員養成課程が置かれていた。

## 教育学部以外で教員養成課程を設置している大学
現存
- 東京海洋大学海洋科学部 - 水産教員養成課程　　海洋工学部 - 工業教員養成課程（選択制）
- 鹿児島大学水産学部 - 水産教員養成課程
- 山口大学経済学部 - 商業教員養成課程

かつて存在
- 水産教員養成課程
  - 北海道大学水産学部
- 商業教員養成課程
  - 小樽商科大学
  - 和歌山大学経済学部
- 工業教員養成課程
  - 室蘭工業大学工学部
  - 東北大学工学部
  - 東京工業大学工学部
  - 金沢大学工学部
  - 名古屋工業大学工学部
  - 広島大学工学部
  - 九州工業大学工学部